# Arturo González
Arturo Alfonso „Ponchito” González González (ur. 5 września 1994 w Reynosie) – meksykański piłkarz występujący na pozycji lewego skrzydłowego lub ofensywnego pomocnika, reprezentant Meksyku, od 2024 roku zawodnik Pachuki.

## Początki
González urodził się w leżącym nieopodal granicy meksykańsko-amerykańskiej mieście Reynosa, w stanie Tamaulipas. Jest synem Luisa Enrique Gonzáleza i Irmy González, posiada trzech braci, z czego jeden z nich (Armando Alonso) jest jego bliźniakiem. Jego piłkarskimi idolami są Andrés Guardado i Mesut Özil. Jako dziecko grał w baseball, który był najpopularniejszym sportem w rodzinnym mieście, jednak po złamaniu ręki rozpoczął treningi piłki nożnej. W grudniu 2008 i styczniu 2009 wziął udział w naborze juniorów do zespołu Club Atlas w amerykańskim mieście Mission i po pozytywnym werdykcie szkoleniowców dołączył na stałe do akademii młodzieżowej klubu. W barwach Atlasu występował początkowo w czwartoligowych (26 meczów/11 goli) i trzecioligowych (2 mecze/0 goli) rezerwach, a następnie w lidze meksykańskiej do lat siedemnastu (10 meczów/4 gole) i dwudziestu (24 mecze/8 goli).

## Kariera klubowa
Postępy Gonzáleza w juniorach Atlasu były obserwowane już w 2011 roku przez szkoleniowca pierwszego zespołu Rubéna Omara Romano, jednak do treningów seniorskiej ekipy został włączony dopiero przez kolejnego trenera – Juana Carlosa Cháveza. Właśnie za jego kadencji zadebiutował w meksykańskiej Primera División, 18 lutego 2012 w zremisowanym 0:0 spotkaniu domowym z Tigres UANL, kiedy to pojawił się na placu gry w 66. minucie w miejsce Alonso Zamory. Premierowego gola w najwyższej klasie rozgrywkowej strzelił 4 listopada 2012 w zremisowanym 2:2 domowym spotkaniu z Pueblą. Przez kolejne dwa lata jego zespół przeważnie bronił się jednak przed spadkiem z ligi, sporadycznie korzystając z młodych wychowanków.
W jesiennym sezonie Apertura 2013 González doszedł ze swoją drużyną do finału krajowego pucharu – Copa MX; był to zarazem pierwszy finał jakichkolwiek rozgrywek, do którego Atlas zdołał dotrzeć w ostatnich czternastu latach. Wciąż pozostawał jednak wówczas głębokim rezerwowym drużyny i nie wystąpił w przegranej konfrontacji finałowej z Morelią (3:3, 1:3 po karnych). Pewne miejsce w wyjściowej jedenastce Atlasu wywalczył sobie zaraz po tym sukcesie, po przyjściu do zespołu szkoleniowca Tomása Boya i mimo wieku dziewiętnastu lat szybko został jednym z kluczowych zawodników formacji ofensywnej i czołowym skrzydłowym w lidze (media określiły go mianem "perły").
W lutym 2014 González stał się bohaterem niedoszłego transferu do klubu Tigres UANL; władze tego zespołu sfinalizowały przejście zawodnika i zapłaciły Atlasowi wymaganą kwotę za jego kartę zawodniczą – na tej podstawie zawodnik miałby reprezentować barwy Tigres od kolejnego sezonu. Niedługo potem Atlas został jednak przejęty przez przedsiębiorstwo Grupo Salinas, które zablokowało transfer. Sprawa trafiła ostatecznie do komisji ds. rozwiązywania sporów Meksykańskiego Związku Piłki Nożnej, która przyznała rację drużynie z Guadalajary, wobec czego González pozostał ostatecznie w Atlasie.
W 2015 roku González wziął udział w pierwszym międzynarodowym turnieju klubowym w karierze – Copa Libertadores. Pierwszy mecz w tych południowoamerykańskich rozgrywkach zanotował 17 lutego z kolumbijskim Santa Fe (0:1), zaś jedynego gola strzelił 15 kwietnia na wagę zwycięstwa w konfrontacji z brazylijskim Atlético Mineiro (1:0). Mimo pewnej pozycji w składzie, ostatecznie odpadł z Atlasem z Pucharu Wyzwolicieli już w fazie grupowej. Ogółem w barwach Atlasu spędził pięć lat.
W lipcu 2016 González, w zamian za cztery miliony dolarów i kartę zawodniczą Cándido Ramíreza, przeszedł do ekipy wicemistrza Meksyku – CF Monterrey. Ruch ten wywołał sporą dezaprobatę ze strony kibiców Atlasu, domagających się dymisji prezydenta klubu Gustavo Guzmána, który z kolei przyznał, iż gracz został sprzedany ze względu na problemy z płynnością finansową klubu. W nowych barwach zawodnik zadebiutował 16 lipca 2016 w zremisowanym 1:1 meczu ligowym z Pueblą (rozegrał pełne dziewięćdziesiąt minut).

## Kariera reprezentacyjna
W czerwcu 2011 González został powołany przez szkoleniowca Raúla Gutiérreza do reprezentacji Meksyku U-17 na Młodzieżowe Mistrzostwa Świata w Meksyku (mimo iż wskutek kontuzji barku jego występ w rozgrywkach do końca stał pod znakiem zapytania). Podczas tego turnieju, występując z numerem 10 na koszulce, był podstawowym graczem swojej ekipy – rozegrał wszystkie możliwe siedem meczów (z czego pięć w podstawowym składzie), zdobywając gola w doliczonym czasie meczu fazy grupowej z Holandią (3:2). Meksykanie, pełniący wówczas rolę gospodarzy, zdobyli natomiast tytuł juniorskich mistrzów świata, pokonując w finale Urugwaj (2:0) na Estadio Azteca (González rozegrał wówczas całe spotkanie).
W maju 2013 González, wraz z reprezentacją Meksyku U-20 prowadzoną przez Sergio Almaguera, wziął udział w Turnieju w Tulonie, gdzie wystąpił w dwóch spotkaniach, a jego drużyna zajęła ostatecznie trzecie miejsce w liczącej pięć zespołów grupie, nie kwalifikując się do dalszych gier. Kilka dni później znalazł się w składzie na Mistrzostwa Świata U-20 w Turcji – tam był jednym z ważniejszych graczy swojej kadry narodowej i rozegrał trzy z czterech spotkań (z czego dwa w wyjściowej jedenastce). Wpisał się także na listę strzelców w spotkaniu 1/8 finału z Hiszpanią (1:2), po którym meksykańska reprezentacja zakończyła ostatecznie swój udział w młodzieżowym mundialu.
W maju 2014 González znalazł się w ogłoszonym przez Raúla Gutiérreza składzie reprezentacji Meksyku U-23 na swój drugi z rzędu Turniej w Tulonie, podczas którego rozegrał wszystkie cztery spotkania (z czego dwa w wyjściowym składzie). Meksykanie odpadli z rozgrywek w fazie grupowej, podobnie jak przed rokiem zajmując w niej trzecią lokatę. Rok później wziął udział w eliminacjach do igrzysk olimpijskich; wystąpił wówczas w czterech z pięciu możliwych spotkań (w dwóch w pierwszej jedenastce), zaś jego zespół triumfował ostatecznie w kwalifikacjach, pokonując w finale Honduras (2:0). W maju 2016 po raz trzeci z rzędu został powołany na Turniej w Tulonie, gdzie zanotował cztery występy (trzy w pierwszym składzie) i wbił po golu w konfrontacjach z Francją (1:3) oraz Mali (3:3), lecz jego kadra ponownie zakończyła swój udział w rozgrywkach w fazie grupowej. Trzy miesiące później znalazł się natomiast w składzie na Igrzyska Olimpijskie w Rio de Janeiro. Zagrał wówczas w dwóch z trzech meczów (w jednym w wyjściowej jedenastce), a prowadzona przez Gutiérreza ekipa nie zdołała wyjść z grupy męskiego turnieju piłkarskiego.
W seniorskiej reprezentacji Meksyku González zadebiutował za kadencji selekcjonera Miguela Herrery, 9 października 2014 w wygranym 2:0 meczu towarzyskim z Hondurasem, rozegranym na Estadio Víctor Manuel Reyna w Tuxtla Gutiérrez. Pojawił się wówczas na placu gry w 77. minucie, zmieniając Marco Fabiána. Tym samym został pierwszym mistrzem świata do lat siedemnastu z 2011 roku, który zdołał się przebić do dorosłej kadry narodowej.

## Statystyki kariery

### Klubowe
| Atlas     | 2011–2012 | Meksyk | Liga MX | 2  | 0  | —  | — | —        | — | — | 2   | 0  |
| Atlas     | 2012–2013 | Meksyk | Liga MX | 7  | 1  | 2  | 0 | —        | — | — | 9   | 1  |
| Atlas     | 2013–2014 | Meksyk | Liga MX | 20 | 4  | 7  | 0 | —        | — | — | 27  | 4  |
| Atlas     | 2014–2015 | Meksyk | Liga MX | 34 | 6  | 2  | 1 | CL       | 6 | 1 | 42  | 8  |
| Atlas     | 2015–2016 | Meksyk | Liga MX | 25 | 3  | 6  | 1 | —        | — | — | 31  | 4  |
| Monterrey | 2016–2017 | Meksyk | Liga MX | 0  | 0  | —  | — | LMC      | 0 | 0 | 0   | 0  |
| Ogółem    | Ogółem    | Ogółem | Ogółem  | 88 | 14 | 17 | 2 | CL + LMC | 6 | 1 | 105 | 16 |

Legenda:
- CL – Copa Libertadores
- LMC – Liga Mistrzów CONCACAF

### Reprezentacyjne
| Meksyk |        |        |   |   |   |   |   |   |   |   |   |
| Meksyk | 2014   | 3      | 0 | — | — | — | — | — | 3 | 0 |   |
| Meksyk | 2015   | 0      | 0 | — | — | — | — | — | 0 | 0 |   |
| Meksyk | 2016   | 0      | 0 | — | — | — | — | — | 0 | 0 |   |
| Ogółem | Ogółem | Ogółem | 3 | 0 | — | — | — | — | — | 3 | 0 |